# Смит, Джордж Гамильтон
Джордж Га́мильтон Смит (родился 10 февраля, 1949 года в Японии) — американский либертарианский философ
, автор и педагог. Вырос в Тусоне, Аризона. Несколько лет посещал Аризонский университет, оставил его, не получив степени.
Преподавательской деятельностью занят с 1970-x годов, изначально преподавал под эгидой собственного Форума Философских Исследований, позднее под эгидой института Катона, и института Исследований Человека (IHS). Около двадцати лет, с середины семидесятых до середины девяностых, отданы им преподаванию политической философии и американской политики студентам на семинарах, спонсированных институтом Катона и IHS.
С 1971 года более сотни его статей и рецензий были приняты во многие издания, включая «Нью-Йорк Таймс», «Аризона Дэйли Стар», «Независимое расследование», «Волюнтарист», «Гуманист». Первая книга Смита, «Атеизм: процесс против бога», была опубликована в 1974 году.